# Холл, Тим
Тим Холл (англ. Tim Hall; 15 апреля 1997, Эш-сюр-Альзетт, Люксембург) — люксембургский футболист, защитник клуба «Ханой». Выступал за сборную Люксембурга.

## Клубная карьера
Заниматься футболом Тим Холл начал с раннего детства в родном для себя «Ф91 Дюделанж». Позднее учился в спортивных школа Бельгии и Германии. В 19 лет подписал свой первый контракт в немецким клубом «Эльферсберг», выступающим в Региональной лиге «Юго-Запад». Но в основной состав сразу попасть не удалось и он стал играть за фарм-клуб «Эльферсберг-2», выступающий в Оберлиге Юго-Запад.
Проведя в Германии один сезон, он подписывает контракт с бельгийским клубом Льерс, выступающим в Лиге Жюпилер. Зацепиться за основной состав у Тима и тут не получается, за сезон он сыграл только 4 матча.
Не сумев зацепиться в Германии и Бельгии Тим Холл возвращается в люксембургский «Прогрес», где буквально за полгода играет в 12 матчах и забивает 2 гола.
В июле 2019 года вместе со своим соотечественником и одноклубником Марвином Мартинсом переходит в украинский клуб «Карпаты» из Львова, став первым люксембургский футболистом в истории украинского футбола.
Впоследствии играл за «Жил Висенте», краковскую «Вислу», «Этникос» и «Уйпешт». С 2024 года — игрок вьетнамского «Ханоя».

### Карьера в сборной
28 марта 2017 года дебютировал за сборную Люксембурга, выйдя на замену в конце товарищеского матча против сборной Кабо-Верде.